# Ancienne gare routière de Royan
L'ancienne gare routière de Royan est l'un des édifices modernistes de la ville de Royan, en Charente-Maritime.

## Historique
Édifiée à partir de 1953 en bordure du cours de l'Europe, l'un des principaux axes de la ville, l'ancienne gare routière est l'œuvre des architectes Louis Simon et Pierre Grizet. 
Formant une rotonde, le hall s'articule autour d'un pilier central en creux servant de descente d'eau pluviale. L'édifice est coiffé d'une couverture hélicoïdale en béton armé se prolongeant par un auvent soutenu par des piliers métalliques, qui couvre les anciens quais. 
Une façade inspirée par les bateaux de plaisance s'ouvre sur la « Tache-verte », un espace vert en attente de réaménagement.
L'ancienne gare routière accueille des expositions d'art contemporain depuis sa fermeture en 1998.
En 2023, la galerie Louis-Simon a investi les locaux rafraichis à l'occasion.